# Ключ 7
Ключ 7 (иер. 二) со значением «два», седьмой по порядку в традиционном списке из 214 иероглифических ключей, используемых при написании иероглифов.
В словаре Канси под этим ключом содержится 29 иероглифов (из 49 030).

## История
Древний рисунок изображал не только цифру 2, но и в китайской философии землю и небо.
В современном языке иероглиф имеет значения: «два, во-вторых, второй, двоякий, двойной, двойственный, дважды, раздвоение, пара» и др.
В качестве ключевого знака иероглиф «два» малоупотребителен.
В словарях находится под номером 7.

## Примеры
| Доп. черты | Примеры           |
| ---------- | ----------------- |
| 0          | 二                |
| 1          | 亍 于 亏 亐       |
| 2          | 云 互 亓 五 井 亖 |
| 3          | 亗                |
| 4          | 亘 亙 亚          |
| 5          | 些 亜             |
| 6          | 亝 亞 亟          |
| 8          | 唖                |
| 9          | 啞                |